# Charles Starrett
Pour les articles homonymes, voir Starrett.
Charles Starrett est un acteur américain né à Athol (Massachusetts), (États-Unis) le 28 mars 1903, mort à Borrego Springs en Californie, le 22 mars 1986. Il fut l'un des acteurs emblématiques du western B et fut l'un des rares acteurs à tenir le premier rôle dans tous ses westerns.

## Biographie

### Carrière
En 1922, Charles Starrett est diplômé de la Worcester Academy (en). Il rejoint le Dartmouth College. Amateur de football américain, il joue dans l'équipe de l'université.
En 1926, on lui propose un petit rôle dans le film The Quarterback.
En 1930, Charles Starrett joue dans Fast and Loose, une comédie romantique au budget important, aux côtés de Miriam Hopkins, Carole Lombard et Frank Morgan.
Durant les deux années suivantes, il enchaîne les petits rôles.
En 1936, Charles Starrett signe un contrat avec Columbia Pictures et sa carrière prend alors son envol.
En 1940¸ après avoir collectionné les rôles de shérif ou de ranger, il connaît la célébrité grâce au film The Durango Kid (en) auquel Columbia ne donne pas de suite.
En 1944, Columbia relance le personnage du Durango Kid (pt) dans une série de films jusqu'en 1952. 
En 1956, Charles Starrett met un terme à sa carrière; il a été à l'affiche de 116 films, presque exclusivement des westerns en série, le plus souvent des moyens-métrages.

### Durango Kid
Les films de la série du Durango Kid (pt) présentent divers aspects du western: des cascades spectaculaires, des scènes parfois violentes et une représentation convaincante de l'Ouest américain, mais également une importante part musicale, divers groupes étant conviés à figurer dans ces films.

### Retraite
Il cessa de tourner à l'âge de 48 ans, lorsque la production de Durango Kid (pt) s'arrêta, le succès diminuant. Il cacha parfois son ancienne activité, et certains pensèrent même qu'il était un banquier à la retraite.

## Filmographie partielle
- 1930 : Fast and Loose de Fred C. Newmeyer : Henry Morgan
- 1931 : The Viking de Varick Frissell et George Melford : Luke Oarum
- 1931 : Une femme moderne (The Age for Love) de Frank Lloyd
- 1932 : Le Masque d'or (The Mask of Fu Manchu) de Charles Brabin : Terrence Granville
- 1933 : Les Gaietés du collège (The Sweetheart of Sigma Chi) d'Edwin L. Marin
- 1933 : Jungle Bride de Harry O. Hoyt et Albert H. Kelley : Gordon Wayne
- 1933 : Haute Société (Our Betters) de George Cukor : Fleming Harvey
- 1934 : This Man Is Mine de John Cromwell : Jud McCrae
- 1934 : Quelle veine ! (Call It Luck) de James Tinling
- 1938 : Start Cheering d'Albert S. Rogell
- 1940 : Durango Kid (en) de Lambert Hillyer : The Durango Kid
- 1943 : The Fighting Buckaroo de William Berke
- 1945 : The Return of the Durango Kid (en) de Dervin Abrahams (en) : The Durango Kid
- 1950 : Raiders of the Tomahawk Creek (en) de Fred F. Sears : The Durango Kid
- 1952 : The Kid from Broken gun (en) de Fred F. Sears : The Durango Kid